# Apalit
Apalit est une municipalité de 1re classe des Philippines, dans la province de Pampanga.
Ses villes sont Macabebe, Masantol, Minalin, San Simon et Calumpit dans la province de Bulacain.

## Barangays
Apalit est divisé en 33 barangays :
- Balucuc ;
- Calantipe ;
- Cansinala ;
- Capalangan ;
- Colgante ;
- Paligui ;
- Sampaloc ;
- San Juan (Poblacion) ;
- San Vicente ;
- Sucad ;
- Sulipan ;
- Tabuyuc (Santo Rosario).